# Lepaterique
Lepaterique es un municipio del departamento de Francisco Morazán en la República de Honduras.

## Toponimia
Pueblo antiguo anteriormente llamado Lepatrequi. Su nombre significa en Lenca "Cerro del Jaguar"
Fue fundado por Juan Angel Martinez y Jazzyel en  el 1878

## Límites
Lepaterique está situado en una extensa llanura, rodeada de las Montañas de Lepaterique.
| Orientación | Límite                                           |
| ----------- | ------------------------------------------------ |
| Norte       | Municipio de Lamaní, Comayagua                   |
| Norte       | Municipio de Distrito Central, Francisco Morazán |
| Sur         | Municipio de Reitoca, Francisco Morazán          |
| Sur         | Municipio de Curarén, Francisco Morazán          |
| Este        | Municipio de Ojojona, Francisco Morazán          |
| Este        | Municipio de Distrito Central, Francisco Morazán |
| Oeste       | Municipio de Aguanqueterique, La Paz             |
| Oeste       | Municipio de Lamaní, Comayagua                   |

## Datos históricos
En 1791, en el recuento de población de 1791 era un pueblo del Curato de Ojojona.
En 1889, en la División Política Territorial de 1889 era uno de los municipios del Distrito de Sabanagrande.
En 1913 (16 de octubre), se segregó del Distrito de Sabanagrande y se anexó al Distrito de Tegucigalpa.

## División Política
Aldeas: 7 (2013)
Caseríos: 166 (2013)
| Código | Aldea                                |
| ------ | ------------------------------------ |
| 080901 | Lepaterique (cabecera del municipio) |
| 080902 | Culguaque                            |
| 080903 | El Carrizal                          |
| 080904 | El Espino                            |
| 080905 | Hierbabuena                          |
| 080906 | La Brea                              |
| 080907 | Mulhuaca o El Llano                  |